# Auflagen der deutschen Euromünzen
Die deutschen Euromünzen werden seit 1998 in unterschiedlicher Auflage geprägt. Wichtig für die Bestimmung der Auflage sind das Jahr und das Münzzeichen. Folgende Prägestätten gibt es in Deutschland (Anteil an der Gesamtauflage in Klammern):
- A Staatliche Münze Berlin (20 %)
- D Bayerisches Hauptmünzamt (21 %)
- F Staatliche Münze Stuttgart (24 %)
- G Staatliche Münze Karlsruhe (14 %)
- J Hamburgische Münze (21 %)

## Kursmünzen
Die Auflagenhöhe der Kursmünzen werden im Folgenden nach Münzwert geordnet und tabellarisch dargestellt. Bei den angegebenen Zahlen handelt es sich um die Auflagen in Normalprägung für den Umlauf. Die mit einem Strich „–“ markierten Münzen wurden nicht für den Umlauf geprägt, sind aber in den Kursmünzensätzen (siehe unten) enthalten.
Seit 2007 werden die Münzen mit einem Nennwert ab 10 Cent aufwärts mit der neuen Wertseite geprägt.

### 1 Cent

1 Cent

Entwurf Rückseite: Rolf Lederbogen, Durchmesser: 16,25 mm; Gewicht: 2,3 g; Material: Stahl mit Kupferauflage; Rand: glatt
|      | A             | D             | F             | G             | J             | Σ              |
| 2002 | 800.000.000   | 840.000.000   | 902.660.000   | 537.100.000   | 833.100.000   | 03.912.860.000 |
| 2003 | –             | –             | –             | –             | –             | –              |
| 2004 | 280.000.000   | 294.000.000   | 393.340.000   | 218.900.000   | 300.900.000   | 01.487.140.000 |
| 2005 | 120.000.000   | 126.000.000   | 144.000.000   | 84.000.000    | 126.000.000   | .00600.000.000 |
| 2006 | –             | –             | –             | –             | –             | –              |
| 2007 | 119.400.000   | 125.370.000   | 143.280.000   | 83.580.000    | 125.370.000   | .00597.000.000 |
| 2008 | 101.200.000   | 106.260.000   | 121.440.000   | 70.840.000    | 106.260.000   | .00506.000.000 |
| 2009 | 100.000.000   | 105.000.000   | 120.000.000   | 70.000.000    | 105.000.000   | .00500.000.000 |
| 2010 | 94.400.000    | 99.120.000    | 113.280.000   | 66.080.000    | 99.120.000    | .00472.000.000 |
| 2011 | 118.400.000   | 124.320.000   | 142.080.000   | 82.880.000    | 124.320.000   | .00592.000.000 |
| 2012 | 104.200.000   | 109.410.000   | 125.040.000   | 72.940.000    | 109.410.000   | .00521.000.000 |
| 2013 | 60.000.000    | 63.000.000    | 72.000.000    | 42.000.000    | 63.000.000    | .00300.000.000 |
| 2014 | 66.000.000    | 69.300.000    | 79.200.000    | 46.200.000    | 69.300.000    | .00330.000.000 |
| 2015 | 86.200.000    | 90.510.000    | 103.440.000   | 60.340.000    | 90.510.000    | .00431.000.000 |
| 2016 | 116.600.000   | 122.430.000   | 139.920.000   | 81.620.000    | 122.430.000   | .00583.000.000 |
| 2017 | 81.600.000    | 85.680.000    | 97.920.000    | 57.120.000    | 85.680.000    | .00408.000.000 |
| 2018 | 90.600.000    | 95.130.000    | 108.720.000   | 63.420.000    | 95.130.000    | .00453.000.000 |
| 2019 | 71.100.000    | 76.170.000    | 85.380.000    | 49.680.000    | 74.670.000    | .00357.000.000 |
| 2020 | 49.000.000    | 51.450.000    | 58.800.000    | 34.300.000    | 51.450.000    | .00245.000.000 |
| 2021 | 51.400.000    | 53.970.000    | 61.680.000    | 35.980.000    | 53.970.000    | .00257.000.000 |
| 2022 | –             | –             | –             | –             | –             | –              |
| 2023 | 28.800.000    | 30.240.000    | 34.560.000    | 20.160.000    | 30.240.000    | .00144.000.000 |
| 2024 | 14.000.000    | 14.700.000    | 16.800.000    | 9.800.000     | 14.700.000    | .00070.000.000 |
| Σ    | 2.552.900.000 | 2.682.060.000 | 3.063.540.000 | 1.786.940.000 | 2.680.560.000 | 12.766.000.000 |

### 2 Cent

2 Cent

Entwurf Rückseite: Rolf Lederbogen; Durchmesser: 18,75 mm; Gewicht: 3,1 g; Material: Stahl mit Kupferauflage; Rand: glatt mit Einkerbung
|      | A             | D             | F             | G             | J             | Σ              |
| 2002 | 459.855.000   | 483.000.000   | 496.600.000   | 311.800.000   | 419.274.000   | 02.170.529.000 |
| 2003 | 100.000.000   | 105.000.000   | 175.400.000   | 80.200.000    | 168.726.000   | .00629.326.000 |
| 2004 | 127.000.000   | 133.350.000   | 152.400.000   | 88.900.000    | 133.350.000   | .00635.000.000 |
| 2005 | 73.000.000    | 76.650.000    | 87.600.000    | 51.100.000    | 76.650.000    | .00365.000.000 |
| 2006 | 108.000.000   | 113.400.000   | 129.600.000   | 75.600.000    | 148.400.000   | .00575.000.000 |
| 2007 | 100.000.000   | 105.000.000   | 120.000.000   | 70.000.000    | 105.000.000   | .00500.000.000 |
| 2008 | 80.000.000    | 84.000.000    | 96.000.000    | 56.000.000    | 84.000.000    | .00400.000.000 |
| 2009 | 59.000.000    | 61.950.000    | 70.800.000    | 41.300.000    | 61.950.000    | .00295.000.000 |
| 2010 | 72.800.000    | 76.440.000    | 87.360.000    | 50.960.000    | 76.440.000    | .00364.000.000 |
| 2011 | 100.400.000   | 105.420.000   | 120.480.000   | 70.280.000    | 105.420.000   | .00502.000.000 |
| 2012 | 77.400.000    | 81.270.000    | 92.880.000    | 54.180.000    | 81.270.000    | .00387.000.000 |
| 2013 | 60.000.000    | 63.000.000    | 72.000.000    | 42.000.000    | 63.000.000    | .00300.000.000 |
| 2014 | 61.800.000    | 64.890.000    | 74.160.000    | 43.260.000    | 64.890.000    | .00309.000.000 |
| 2015 | 76.000.000    | 79.800.000    | 91.200.000    | 53.200.000    | 79.800.000    | .00380.000.000 |
| 2016 | 101.400.000   | 106.470.000   | 121.680.000   | 70.980.000    | 106.470.000   | .00507.000.000 |
| 2017 | 72.200.000    | 75.810.000    | 86.640.000    | 50.540.000    | 75.810.000    | .00361.000.000 |
| 2018 | 95.800.000    | 100.590.000   | 114.960.000   | 67.060.000    | 100.590.000   | .00479.000.000 |
| 2019 | 83.700.000    | 89.400.000    | 100.500.000   | 58.500.000    | 87.900.000    | .00420.000.000 |
| 2020 | 65.800.000    | 69.090.000    | 78.960.000    | 46.060.000    | 69.090.000    | .00329.000.000 |
| 2021 | 97.600.000    | 102.480.000   | 117.120.000   | 68.320.000    | 102.480.000   | .00488.000.000 |
| 2022 | 42.200.000    | 44.310.000    | 50.640.000    | 29.540.000    | 44.310.000    | .00211.000.000 |
| 2023 | 18.000.000    | 18.900.000    | 21.600.000    | 12.600.000    | 18.900.000    | .00090.000.000 |
| 2024 | –             | –             | –             | –             | –             | –              |
| Σ    | 2.131.955.000 | 2.240.220.000 | 2.558.580.000 | 1.492.380.000 | 2.273.720.000 | 10.696.855.000 |

### 5 Cent

5 Cent

Entwurf Rückseite: Rolf Lederbogen; Durchmesser: 21,25 mm; Gewicht: 3,9 g; Material: Stahl mit Kupferauflage; Rand: glatt
|      | A             | D             | F             | G           | J             | Σ             |
| 2002 | 480.000.000   | 504.000.000   | 563.710.000   | 328.400.000 | 501.850.000   | 2.377.960.000 |
| 2003 | –             | –             | –             | –           | –             | –             |
| 2004 | 112.000.000   | 117.600.000   | 146.690.000   | 86.000.000  | 119.750.000   | .0582.040.000 |
| 2005 | 44.000.000    | 46.200.000    | 52.800.000    | 30.800.000  | 46.200.000    | .0220.000.000 |
| 2006 | 27.000.000    | 28.350.000    | 32.400.000    | 18.900.000  | 28.350.000    | .0135.000.000 |
| 2007 | 52.400.000    | 55.020.000    | 62.880.000    | 36.680.000  | 55.020.000    | .0262.000.000 |
| 2008 | 29.200.000    | 30.660.000    | 35.040.000    | 20.440.000  | 30.660.000    | .0146.000.000 |
| 2009 | 39.600.000    | 41.580.000    | 47.520.000    | 27.720.000  | 41.580.000    | .0198.000.000 |
| 2010 | 39.800.000    | 41.790.000    | 47.760.000    | 27.860.000  | 41.790.000    | .0199.000.000 |
| 2011 | 59.200.000    | 62.160.000    | 71.040.000    | 41.440.000  | 62.160.000    | .0296.000.000 |
| 2012 | 41.800.000    | 43.890.000    | 50.160.000    | 29.260.000  | 43.890.000    | .0209.000.000 |
| 2013 | 32.000.000    | 33.600.000    | 38.400.000    | 22.400.000  | 33.600.000    | .0160.000.000 |
| 2014 | 32.000.000    | 33.600.000    | 38.400.000    | 22.400.000  | 33.600.000    | .0160.000.000 |
| 2015 | 32.800.000    | 34.440.000    | 39.360.000    | 22.960.000  | 34.440.000    | .0164.000.000 |
| 2016 | 49.200.000    | 51.660.000    | 59.040.000    | 34.440.000  | 51.660.000    | .0246.000.000 |
| 2017 | 30.000.000    | 31.500.000    | 36.000.000    | 21.000.000  | 31.500.000    | .0150.000.000 |
| 2018 | 40.600.000    | 42.630.000    | 48.720.000    | 28.420.000  | 42.630.000    | .0203.000.000 |
| 2019 | 40.050.000    | 43.570.000    | 48.120.000    | 27.950.000  | 42.070.000    | .0201.760.000 |
| 2020 | 19.600.000    | 20.580.000    | 23.520.000    | 13.720.000  | 20.580.000    | .098.000.000  |
| 2021 | 47.600.000    | 49.980.000    | 57.120.000    | 33.320.000  | 49.980.000    | .0238.000.000 |
| 2022 | 27.000.000    | 28.350.000    | 32.400.000    | 18.900.000  | 28.350.000    | .0135.000.000 |
| 2023 | 9.000.000     | 9.450.000     | 10.800.000    | 6.300.000   | 9.450.000     | .0045.000.000 |
| 2024 | 10.600.000    | 11.130.000    | 12.720.000    | 7.420.000   | 11.230.000    | .0053.100.000 |
| Σ    | 1.295.450.000 | 1.361.740.000 | 1.554.600.000 | 906.730.000 | 1.360.340.000 | 6.478.860.000 |

### 10 Cent

10 Cent

Entwurf Rückseite: Reinhart Heinsdorff; Durchmesser: 19,75 mm; Gewicht: 4,1 g; Material: Nordisches Gold (Cu89/Al5/Zn5/Sn1); Rand: geriffelt
|               | A           | D           | F             | G           | J           | Σ             |
| 2002          | 696.000.000 | 721.950.000 | 838.800.000   | 494.300.000 | 694.150.000 | 3.445.200.000 |
| 2003          | 50.655.000  | 50.850.000  | 6.000.000     | 13.000.000  | 89.990.000  | .0210.495.000 |
| 2004          | –           | 11.195.000  | 51.360.000    | 15.460.000  | –           | .0078.015.000 |
| 2005 bis 2016 | –           | –           | –             | –           | –           | –             |
| 2017          | 25.200.000  | 26.460.000  | 28.240.000    | 17.640.000  | 26.460.000  | .0124.000.000 |
| 2018          | 24.000.000  | 25.200.000  | 28.800.000    | 16.800.000  | 25.200.000  | .0120.000.000 |
| 2019          | 29.500.000  | 32.490.000  | 35.460.000    | 20.560.000  | 30.990.000  | .0149.000.000 |
| 2020          | 39.800.000  | 41.790.000  | 47.760.000    | 27.860.000  | 41.790.000  | .0199.000.000 |
| 2021          | 29.600.000  | 31.080.000  | 35.520.000    | 20.720.000  | 31.080.000  | .0148.000.000 |
| 2022          | 19.800.000  | 20.790.000  | 23.760.000    | 13.860.000  | 20.790.000  | .0099.000.000 |
| 2023          | 18.400.000  | 19.320.000  | 22.080.000    | 12.880.000  | 19.320.000  | .0092.000.000 |
| 2024          | 9.800.000   | 10.290.000  | 11.760.000    | 6.860.000   | 10.290.000  | .0049.000.000 |
| Σ             | 942.755.000 | 991.415.000 | 1.129.540.000 | 659.940.000 | 990.060.000 | 4.713.710.000 |

### 20 Cent

20 Cent

Entwurf Rückseite: Reinhart Heinsdorff; Durchmesser: 22,25 mm; Gewicht: 5,7 g; Material: Nordisches Gold (Cu89/Al5/Zn5/Sn1); Rand: 7 Kerben
|      | A           | D           | F             | G           | J           | Σ             |
| 2002 | 378.000.000 | 367.000.000 | 423.960.000   | 252.000.000 | 441.000.000 | 1.861.960.000 |
| 2003 | 41.855.000  | 24.100.000  | 80.040.000    | 42.000.000  | –           | .0187.995.000 |
| 2004 | –           | 49.755.000  | –             | –           | –           | .0049.755.000 |
| 2005 | 8.000.000   | 8.400.000   | 9.600.000     | 5.600.000   | 8.400.000   | .0040.000.000 |
| 2006 | 39.000.000  | 40.950.000  | 46.800.000    | 27.300.000  | 40.950.000  | .0195.000.000 |
| 2007 | 21.600.000  | 22.680.000  | *25.720.000   | 15.120.000  | 22.930.000  | .0082.330.000 |
| 2008 | 15.800.000  | 16.590.000  | 18.960.000    | 11.060.000  | 16.340.000  | .0078.750.000 |
| 2009 | 21.600.000  | 22.680.000  | 25.920.000    | 15.120.000  | 22.680.000  | .0108.000.000 |
| 2010 | 24.400.000  | 25.620.000  | 29.280.000    | 17.080.000  | 25.620.000  | .0122.000.000 |
| 2011 | 33.000.000  | 34.650.000  | 39.600.000    | 23.100.000  | 34.650.000  | .0165.000.000 |
| 2012 | 21.200.000  | 22.260.000  | 25.440.000    | 14.840.000  | 22.260.000  | .0106.000.000 |
| 2013 | 16.000.000  | 16.800.000  | 19.200.000    | 11.200.000  | 16.800.000  | .0080.000.000 |
| 2014 | 19.200.000  | 20.160.000  | 23.040.000    | 13.440.000  | 20.160.000  | .0096.000.000 |
| 2015 | 22.800.000  | 23.940.000  | 27.360.000    | 15.960.000  | 23.940.000  | .0114.000.000 |
| 2016 | 38.400.000  | 40.320.000  | 46.080.000    | 26.880.000  | 40.320.000  | .0192.000.000 |
| 2017 | 21.600.000  | 22.680.000  | 25.920.000    | 15.120.000  | 22.680.000  | .0108.000.000 |
| 2018 | 28.400.000  | 29.820.000  | 34.080.000    | 19.880.000  | 29.820.000  | .0142.000.000 |
| 2019 | 33.800.000  | 37.010.000  | 40.620.000    | 23.570.000  | 35.510.000  | .0170.510.000 |
| 2020 | 38.800.000  | 40.740.000  | 46.560.000    | 27.160.000  | 40.740.000  | .0194.000.000 |
| 2021 | 30.000.000  | 31.500.000  | 36.000.000    | 21.000.000  | 31.500.000  | .0150.000.000 |
| 2022 | 26.200.000  | 27.510.000  | 31.440.000    | 18.340.000  | 27.510.000  | .0131.000.000 |
| 2023 | 11.000.000  | 11.550.000  | 13.200.000    | 7.700.000   | 11.550.000  | .0055.000.000 |
| 2024 | 4.400.000   | 4.620.000   | 5.280.000     | 3.080.000   | 4.620.000   | .0022.000.000 |
| Σ    | 895.055.000 | 941.335.000 | 1.048.380.000 | 626.550.000 | 939.980.000 | 4.451.300.000 |

### 50 Cent

50 Cent

Entwurf Rückseite: Reinhart Heinsdorff; Durchmesser: 24,25 mm; Gewicht: 7,8 g; Material: Nordisches Gold (Cu89/Al5/Zn5/Sn1); Rand: geriffelt
|               | A           | D           | F           | G           | J           | Σ             |
| 2002          | 337.600.000 | 370.240.000 | 431.980.000 | 257.760.000 | 375.467.600 | 1.773.047.600 |
| 2003          | –           | 70.615.000  | –           | –           | 65.532.400  | .0136.147.400 |
| 2004          | 82.255.000  | –           | 72.020.000  | 36.240.000  | –           | .0190.515.000 |
| 2005 bis 2021 | –           | –           | –           | –           | –           | –             |
| 2022          | 4.000.000   | 4.200.000   | 4.800.000   | 2.800.000   | 4.200.000   | .0020.000.000 |
| 2023          | 12.000.000  | 12.600.000  | 14.400.000  | 8.400.000   | 12.600.000  | .0060.000.000 |
| 2024          | 9.000.000   | 9.450.000   | 10.800.000  | 6.300.000   | 9.600.000   | .0045.150.000 |
| Σ             | 444.855.000 | 467.105.000 | 534.000.000 | 311.500.000 | 467.400.000 | 2.224.860.000 |

### 1 Euro

1 Euro

Entwurf Rückseite: Heinz Hoyer und Snechana Russewa-Hoyer; Durchmesser: 23,25 mm; Gewicht: 7,5 g; Material: Bimetall Nickel-Messing (Cu-Zn20/Ni5); Rand: unterbrochen geriffelt
|               | A           | D           | F           | G           | J           | Σ             |
| 2002          | 367.750.000 | 372.600.000 | 440.910.000 | 266.975.000 | 372.263.000 | 1.820.498.000 |
| 2003          | 50.250.000  | –           | –           | –           | 29.895.000  | .0080.145.000 |
| 2004          | 21.855.000  | 89.255.000  | 86.715.000  | 41.025.000  | –           | .0238.850.000 |
| 2005          | –           | –           | –           | –           | 59.842.000  | .0059.842.000 |
| 2006 bis 2024 | –           | –           | –           | –           | –           | –             |
| Σ             | 439.855.000 | 461.855.000 | 527.625.000 | 308.000.000 | 462.000.000 | 2.199.335.000 |

### 2 Euro

2 Euro

Entwurf Rückseite: Heinz und Snechana Russewa-Hoyer; Durchmesser: 25,75 mm; Gewicht: 8,5 g; Material: Bimetall Nickel-Messing (Cu-Zn20/Ni5); Rand: geriffelt
|      | A           | D           | F           | G           | J           | Σ              |
| 2002 | 238.775.000 | 231.300.000 | 264.610.000 | 181.100.000 | 257.718.500 | 1.173.503.500  |
| 2003 | 20.475.000  | 22.179.000  | 40.990.000  | 29.050.000  | 19.500.000  | .0132.194.000  |
| 2004 | 31.500.000  | 19.841.000  | –           | –           | 22.510.000  | .0073.851.000  |
| 2005 | –           | –           | –           | –           | –           | –              |
| 2006 | –           | –           | –           | –           | –           | –              |
| 2007 | –           | –           | –           | –           | –           | –              |
| 2008 | 7.400.000   | 7.770.000   | 8.880.000   | 5.180.000   | 7.770.000   | .0037.000.000  |
| 2009 | –           | –           | –           | –           | –           | –              |
| 2010 | 19.600.000  | 20.580.000  | 23.520.000  | 13.720.000  | 20.580.000  | .0098.000.000  |
| 2011 | 23.800.000  | 24.990.000  | 28.560.000  | 16.660.000  | 24.990.000  | .0119.000.000  |
| 2012 | –           | –           | –           | –           | –           | –              |
| 2013 | –           | –           | –           | –           | –           | –              |
| 2014 | 5.600.000   | 5.880.000   | 6.720.000   | 3.920.000   | 5.880.000   | .0028.000.000  |
| 2015 | –           | –           | –           | –           | –           | –              |
| 2016 | 14.200.000  | 14.910.000  | 17.040.000  | 9.940.000   | 14.910.000  | .0071.000.000  |
| 2017 | 18.200.000  | 19.110.000  | 21.840.000  | 12.740.000  | 19.110.000  | .0091.000.000  |
| 2018 | –           | –           | –           | –           | –           | –              |
| 2019 | 8.020.000   | 12.590.000  | 9.680.000   | 5.530.000   | 8.430.000   | .0044.250.000  |
| 2020 | 22.000.000  | 23.100.000  | 26.400.000  | 15.400.000  | 23.100.000  | .00110.000.000 |
| 2021 | 6.000.000   | 6.300.000   | 7.200.000   | 4.200.000   | 6.300.000   | .0030.000.000  |
| 2022 | –           | –           | –           | –           | –           | –              |
| 2023 | 11.000.000  | 11.550.000  | 13.200.000  | 7.700.000   | 11.550.000  | .0055.000.000  |
| 2024 | 8.600.000   | 9.030.000   | 10.320.000  | 6.020.000   | 9.030.000   | .0043.000.000  |
| Σ    | 435.170.000 | 429.130.000 | 478.960.000 | 311.160.000 | 451.378.500 | 2.105.798.500  |

## 2-Euro-Gedenkmünzen

### Bundesländer-Serie
2006 begann Deutschland mit der Ausgabe von 2-Euro-Gedenkmünzen, die jeweils dem Bundesland gewidmet sind, das zum Beginn des Ausgabejahres die Bundesratspräsidentschaft innehat. Auf den Münzen der Bundesländer-Serie wird jeweils ein repräsentatives Bauwerk oder Wahrzeichen des entsprechenden Bundeslandes abgebildet, womit den Bürgern in Europa der föderale Aufbau der Bundesrepublik Deutschland nähergebracht werden soll. Die Abfolge der Präsidentschaften des Bundesrates wurde aufgrund der veränderten Bevölkerungszahlen ab dem Geschäftsjahr 2017/18 geändert. Schleswig-Holstein, dem bereits die erste Gedenkmünze 2006 gewidmet war, übernahm am 1. November 2018 für 12 Monate den Vorsitz – deshalb konnte die Serie nicht nach der ursprünglichen Planung fortgesetzt werden, sondern bedurfte einer Anpassung. 2019 würdigte die Serie stattdessen das 70-jährige Bestehen des Verfassungsorgans Bundesrat. Bis 2022 wird für jedes der 16 Bundesländer eine Gedenkmünze geprägt worden sein.
Die geplante Auflage aller bisher ausgegebenen 2-Euro-Gedenkmünzen beträgt jeweils 30 Millionen Stück. Spiegelglanz-Prägungen für Sammlerzwecke in den Kursmünzensätzen und im neugeschaffenen 2-Euro-Gedenkmünzenset haben eine maximale Auflage von 145.000 Stück je Prägestätte.
| Bildseite | Ausgabedatum    | Motiv                                      | Bundesland             | Entwurf            | Prägestätten | Auflage                                           | Auflage                            | Auflage                            |
| Bildseite | Ausgabedatum    | Motiv                                      | Bundesland             | Entwurf            | Prägestätten | Umlaufmünzen                                      | st a)                              | sp b)                              |
| --- | --------------- | ------------------------------------------ | ---------------------- | ------------------ | ------------ | ------------------------------------------------- | ---------------------------------- | ---------------------------------- |
| 2006 – Schleswig-Holstein | 3. Februar 2006 | Holstentor in Lübeck                       | Schleswig-Holstein     | Heinz Hoyer        | A D F G J    | 6.000.000 6.300.000 7.260.000 4.260.000 6.300.000 | 143.000                            | c)133.150 133.120                  |
| 2007 – Mecklenburg-Vorpommern | 2. Februar 2007 | Schweriner Schloss                         | Mecklenburg-Vorpommern | Heinz Hoyer        | A D F G J    | 985.000 11.835.000 11.850.000 4.200.000 1.070.000 | 136.000                            | 125.150 125.120                    |
| 2008 – Hamburg | 1. Februar 2008 | Hamburger Michel                           | Hamburg                | Erich Ott          | A D F G J    | 950.000 8.900.000 d)9.000.000 4.200.000 6.300.000 | 120.000                            | 113.150 110.120 120.120            |
| 2009 – Saarland | 6. Februar 2009 | Ludwigskirche in Saarbrücken               | Saarland               | Friedrich Brenner  | A D F G J    | 6.000.000 6.300.000 7.200.000 4.200.000 6.300.000 | 95.000                             | 97.150 92.120                      |
| 2010 – Bremen | 29. Januar 2010 | Bremer Rathaus mit Roland                  | Bremen                 | Bodo Broschat      | A D F G J    | 6.000.000 6.300.000 7.200.000 4.200.000 6.300.000 | 95.000 90.000                      | 95.950 90.920                      |
| 2011 – Nordrhein-Westfalen | 28. Januar 2011 | Kölner Dom                                 | Nordrhein-Westfalen    | Heinz Hoyer        | A D F G J    | 6.000.000 6.300.000 7.200.000 4.200.000 6.300.000 | 95.000 91.000                      | 98.000 92.000                      |
| 2012 – Bayern | 3. Februar 2012 | Schloss Neuschwanstein                     | Bayern                 | Erich Ott          | A D F G J    | 6.000.000 6.300.000 7.200.000 4.200.000 6.300.000 | 92.000 87.000                      | 95.000 87.000                      |
| 2013 – Baden-Württemberg | 1. Februar 2013 | Kloster Maulbronn mit Brunnen              | Baden-Württemberg      | Eugen Ruhl         | A D F G J    | 6.000.000 6.300.000 7.200.000 4.200.000 6.300.000 | 87.000 82.000                      | 90.000 85.000                      |
| 2014 – Niedersachsen | 7. Februar 2014 | St. Michael in Hildesheim                  | Niedersachsen          | Erich Ott          | A D F G J    | 6.000.000 6.300.000 7.200.000 4.200.000 6.300.000 | 85.000 80.000                      | 85.500 77.400 77.000               |
| 2015 – Hessen | 30. Januar 2015 | Frankfurter Paulskirche                    | Hessen                 | Heinz Hoyer        | A D F G J    | 6.000.000 6.300.000 7.200.000 4.200.000 6.300.000 | 79.800 73.825                      | 87.000 78.000 77.000               |
| 2016 – Sachsen | 5. Februar 2016 | Kronentor des Dresdner Zwingers            | Sachsen                | Jordi Truxa        | A D F G J    | 6.000.000 6.300.000 7.200.000 4.200.000 6.300.000 | 69.800 65.825                      | 75.000 68.000 67.500 67.000        |
| Rückseite 2 Euro Deutschland 2017: Rheinland-Pfalz, Porta Nigra in Trier | 3. Februar 2017 | Porta Nigra in Trier                       | Rheinland-Pfalz        | František Chochola | A D F G J    | 6.000.000 6.300.000 7.200.000 4.200.000 6.300.000 | 65.000 59.000                      | 70.000 62.000 61.300 61.000        |
| Rückseite 2 Euro Deutschland 2018 Berlin, Schloss Charlottenburg | 30. Januar 2018 | Schloss Charlottenburg                     | Berlin                 | Bodo Broschat      | A D F G J    | 6.000.000 6.300.000 7.200.000 4.200.000 6.300.000 | 60.400 55.625                      | 64.500 60.000 59.300 59.000        |
| Rückseite 2 Euro Deutschland 2019 Bundesratsgebäude | 29. Januar 2019 | Bundesratsgebäude als Sitz des Bundesrates |                        | Michael Otto       | A D F G J    | 6.000.000 6.300.000 7.200.000 4.200.000 6.300.000 | 50.300 46.000                      | 59.950 54.700 54.200 53.700        |
| | 28. Januar 2020 | Schloss Sanssouci in Potsdam               | Brandenburg            | Jordi Truxa        | A D F G J    | 6.000.000 6.300.000 7.200.000 4.200.000 6.300.000 | 51.000 47.100                      | 51.200 46.700                      |
| | 26. Januar 2021 | Magdeburger Dom                            | Sachsen-Anhalt         | Michael Otto       | A D F G J    | 6.000.000 6.300.000 7.200.000 4.200.000 6.300.000 | 46.600 43.300 42.800 42.900        | 46.600 42.500 42.100               |
| | 25. Januar 2022 | Wartburg bei Eisenach                      | Thüringen              | Olaf Stoy          | A D F G J    | 6.000.000 6.300.000 7.200.000 4.200.000 6.300.000 | 44.200 42.100 41.500 41.700 41.600 | 46.900 42.300 41.800 42.000 41.800 |
| a) Nur in Kursmünzensätzen und 2-Euro-Gedenkmünzensets ausgegeben b) Nur in Kursmünzensätzen, 2-Euro-Gedenkmünzensets und Coincards ausgegeben c) Wenige Exemplare mit der neuen Wertseite bekannt. d) Davon 600.000 Stück mit der alten Wertseite. |                 |                                            |                        |                    |              |                                                   |                                    |                                    |

### Bundesländer-Serie II
Nachdem die Bundesländer-Serie 2022 endete, wird sie ab dem Jahr 2023 mit einer Folgeserie fortgesetzt.
| Bildseite                     | Ausgabedatum    | Motiv                                                                 | Bundesland             | Entwurf      | Prägestätten | Auflage                                           | Auflage | Auflage |
| Bildseite                     | Ausgabedatum    | Motiv                                                                 | Bundesland             | Entwurf      | Prägestätten | Umlaufmünzen                                      | st a)   | sp b)   |
| ----------------------------- | --------------- | --------------------------------------------------------------------- | ---------------------- | ------------ | ------------ | ------------------------------------------------- | ------- | ------- |
|                               | 24. Januar 2023 | Elbphilharmonie                                                       | Hamburg                | Michael Otto | A D F G J    | 6.000.000 6.300.000 7.200.000 4.200.000 6.300.000 |         |         |
|                               | 30. Januar 2024 | Königsstuhl                                                           | Mecklenburg-Vorpommern | Michael Otto | A D F G J    | 6.000.000 6.300.000 7.200.000 4.200.000 6.300.000 |         |         |
| Folgende Münzen sind geplant: |                 |                                                                       |                        |              |              |                                                   |         |         |
|                               | 16. Januar 2025 | Saarschleife                                                          | Saarland               |              | A D F G J    |                                                   |         |         |
|                               | 2026            | Klimahaus Bremerhaven                                                 | Bremen                 |              | A D F G J    |                                                   |         |         |
|                               | 2027            | Aachener Dom                                                          | Nordrhein-Westfalen    |              | A D F G J    |                                                   |         |         |
|                               | 2028            | Kaiserburg Nürnberg                                                   | Bayern                 |              | A D F G J    |                                                   |         |         |
|                               | 2029            | Basilika Birnau                                                       | Baden-Württemberg      |              | A D F G J    |                                                   |         |         |
|                               | 2030            | UNESCO-Welterbe Fagus-Werk in Alfeld                                  | Niedersachsen          |              | A D F G J    |                                                   |         |         |
|                               | 2031            | Herkules mit dem Bergpark Wilhelmshöhe                                | Hessen                 |              | A D F G J    |                                                   |         |         |
|                               | 2032            | Göltzschtalbrücke                                                     | Sachsen                |              | A D F G J    |                                                   |         |         |
|                               | 2033            | Hambacher Schloss                                                     | Rheinland-Pfalz        |              | A D F G J    |                                                   |         |         |
|                               | 2034            | Berliner Tiergarten mit Siegessäule                                   | Berlin                 |              | A D F G J    |                                                   |         |         |
|                               | 2035            | Lange Anna – Helgoland                                                | Schleswig-Holstein     |              | A D F G J    |                                                   |         |         |
|                               | 2036            | Spreewaldabbildung (Fließ mit Kahn und Stakerin in sorbischer Tracht) | Brandenburg            |              | A D F G J    |                                                   |         |         |
|                               | 2037            | Naumburger Dom – Stifterfigur Uta von Ballenstedt                     | Sachsen-Anhalt         |              | A D F G J    |                                                   |         |         |
|                               | 2038            | Staatliches Bauhaus Weimar                                            | Thüringen              |              | A D F G J    |                                                   |         |         |

### Weitere nationale Ausgaben
Neben der Bundesländerserie wurde 2015 eine 2-Euro-Gedenkmünze aus Anlass des 25-jährigen Jubiläums der Wiederherstellung der Deutschen Einheit und 2018 eine Gedenkmünze zum 100. Geburtstag Helmut Schmidts ausgegeben. 2020 erschien eine 2-Euro-Gedenkmünze zum 50. Jahrestag des von Bundeskanzler Willy Brandt vollzogenen Kniefalls von Warschau.
| Bildseite                   | Ausgabedatum       | Anlass                               | Entwurf       | Prägestätten | Beauftragte Prägungen                             | Beauftragte Prägungen | Beauftragte Prägungen |
| Bildseite                   | Ausgabedatum       | Anlass                               | Entwurf       | Prägestätten | Umlaufmünzen                                      | st a)                 | sp b)                 |
| --------------------------- | ------------------ | ------------------------------------ | ------------- | ------------ | ------------------------------------------------- | --------------------- | --------------------- |
| 25 Jahre Deutsche Einheit   | 30. Januar 2015    | 25 Jahre Deutsche Einheit            | Bernd Wendhut | A D F G J    | 6.000.000 6.300.000 7.200.000 4.200.000 6.300.000 | 39.800 33.825         | 74.000 67.000         |
|                             | 30. Januar 2018    | 100. Geburtstag Helmut Schmidts      | Bodo Broschat | A D F G J    | 6.000.000 6.300.000 7.200.000 4.200.000 6.300.000 | 57.400 52.625         | 64.000 60.000         |
|                             | 8. Oktober 2020    | 50 Jahre Kniefall von Warschau       | Bodo Broschat | A D F G J    | 6.000.000 6.300.000 7.200.000 4.200.000 6.300.000 | 30.000                | 33.000                |
|                             | 30. März 2023      | 1275. Geburtstag Karls des Großen    | Tobias Winnen | A D F G J    | 4.000.000 4.200.000 4.800.000 2.800.000 4.200.000 | 25.000                | 30.000                |
|                             | 21. März 2024      | 175. Jubiläum Paulskirchenverfassung | Bodo Broschat | A D F G J    |                                                   |                       |                       |
| Folgende Münze ist geplant: |                    |                                      |               |              |                                                   |                       |                       |
|                             | 25. September 2025 | 35 Jahre Deutsche Einheit            |               | A D F G J    |                                                   |                       |                       |

### Gemeinschaftsausgaben
Die erste Gemeinschaftsausgabe einer 2-Euro-Gedenkmünze aller Euroländer erfolgte 2007 zum 50. Jahrestag der Unterzeichnung der Römischen Verträge. Die Münzen der verschiedenen Länder sind motivgleich und unterscheiden sich nur durch die Ländernamen sowie die Inschriften in der jeweiligen Sprache. 2009 erschien eine weitere Münze zum zehnjährigen Jubiläum der europäischen Wirtschafts- und Währungsunion. Die dritte Gemeinschaftsausgabe wurde 2012 dem zehnten Jahrestag der Einführung des Euro als Bargeld gewidmet.
Deutschland und Frankreich würdigten den 50. Jahrestag der Unterzeichnung des Élysée-Vertrages mit einer gemeinsamen 2-Euro-Gedenkmünze, die sich nur durch die Länderkürzel und die Münzzeichen unterscheiden. Für das Jahr 2022 ist eine weitere Gemeinschaftsausgabe zum 35-jährigen Bestehen des europäischen Erasmus-Programms geplant.
| Bildseite | Ausgabedatum     | Anlass                                  | Gemeinschaftsausgabe mit | Entwurf                                                         | Prägestätten | Beauftragte Prägungen                              | Beauftragte Prägungen | Beauftragte Prägungen |
| Bildseite | Ausgabedatum     | Anlass                                  | Gemeinschaftsausgabe mit | Entwurf                                                         | Prägestätten | Umlaufmünzen                                       | st e)                 | sp f)                 |
| --- | ---------------- | --------------------------------------- | ------------------------ | --------------------------------------------------------------- | ------------ | -------------------------------------------------- | --------------------- | --------------------- |
| 50 Jahre Römische Verträge | 25. März 2007    | 50 Jahre Römische Verträge              | Eurozone                 | Helmut Andexlinger                                              | A D F G J    | 1.000.000 14.500.000 8.000.000 5.000.000 1.500.000 | 83.000                | 90.150 90.120         |
| 10 Jahre Wirtschafts- und Währungsunion | 1. Januar 2009   | 10 Jahre Wirtschafts- und Währungsunion | Eurozone                 | Georgios Stamatopoulos                                          | A D F G J    | 6.000.000 6.300.000 7.200.000 4.200.000 6.300.000  | 50.000                | 67.150 62.120         |
| 10 Jahre Euro-Bargeld | 2. Januar 2012   | 10 Jahre Euro-Bargeld                   | Eurozone g)              | Helmut Andexlinger                                              | A D F G J    | 6.000.000 6.300.000 7.200.000 4.200.000 6.300.000  | 45.000 40.000         | 95.000 87.000         |
| 50 Jahre Élysée-Vertrag | 22. Januar 2013  | 50 Jahre Élysée-Vertrag                 | Frankreich               | Yves Sampo Stefanie Lindner Alina Hoyer Sneschana Russewa-Hoyer | A D F G J    | 2.200.000 2.310.000 2.640.000 1.540.000 2.310.000  | 40.000 35.000         | 85.000 80.000         |
| 30 Jahre Europaflagge | 5. November 2015 | Dreißigjähriges Bestehen der EU-Flagge  | Eurozone                 | Georgios Stamatopoulos                                          | A D F G J    | 6.000.000 6.300.000 7.200.000 4.200.000 6.300.000  | -                     | 25.000                |
| 2-Euro-Gedenkmünze Deutschlands 2019 zum Gedenken an den 30. Jahrestag des Berliner Mauerfalls                                                               | 10. Oktober 2019 | 30 Jahre Fall der Berliner Mauer        | Frankreich               | Joaquin Jimenez                                                 | A D F G J    | 6.530.000 4.200.000 7.840.000 4.570.000 6.860.000  | 26.400                | 33.000                |
| 2-Euro-Gedenkmünze 2022 zu 35 Jahre Erasmus-Programme | 1. Juli 2022     | 35 Jahre europäisches Erasmus-Programm  | Eurozone                 | Joaquin Jimenez                                                 | A D F G J    | 3.400.000 3.570.000 4.080.000 2.380.000 3.570.000  | 23.000                | 30.000                |
| e) Nur in Kursmünzensätzen ausgegeben f) Nur in Kursmünzensätzen und 2-Euro-Gedenkmünzensets ausgegeben g) Auch von San Marino als Gedenkmünze herausgegeben |                  |                                         |                          |                                                                 |              |                                                    |                       |                       |

## Kursmünzensätze
Die Kursmünzensätze umfassen alle acht Nominale eines Jahrgangs und einer Prägestätte. Seit 2006 ist zusätzlich die jährliche 2-Euro-Gedenkmünze enthalten. In den Jahren mit einer zweiten 2-Euro-Gedenkmünze (2007, 2009, 2012 und 2013) ersetzt diese die normale 2-Euro-Kursmünze. Die Sonderausgaben für die Deutsche Post sind in den nachfolgenden Zahlen nicht berücksichtigt.
|      | A       | D       | F       | G       | J       |
| 2002 | 135.000 | 135.000 | 135.000 | 135.000 | 135.000 |
| 2003 | 180.000 | 180.000 | 180.000 | 180.000 | 180.000 |
| 2004 | 133.000 | 133.000 | 133.000 | 133.000 | 133.000 |
| 2005 | 100.000 | 100.000 | 100.000 | 100.000 | 100.000 |
| 2006 | 83.000  | 83.000  | 83.000  | 83.000  | 83.000  |
| 2007 | 83.000  | 83.000  | 83.000  | 83.000  | 83.000  |
| 2008 | 70.000  | 70.000  | 70.000  | 70.000  | 70.000  |
| 2009 | 60.000  | 60.000  | 60.000  | 60.000  | 60.000  |
| 2010 | 53.800  | 46.800  | 46.800  | 46.800  | 46.800  |
| 2011 | 48.000  | 44.000  | 44.000  | 44.000  | 44.000  |
| 2012 | 45.000  | 40.000  | 40.000  | 40.000  | 40.000  |
| 2013 | 37.380  | 37.380  | 37.380  | 37.380  | 37.380  |
| 2014 | 34.000  | 34.000  | 34.000  | 34.000  | 34.000  |
| 2015 | 39.800  | 33.825  | 33.825  | 33.825  | 33.825  |
| 2016 | 34.800  | 30.825  | 30.825  | 30.825  | 30.825  |
| 2017 | 31.000  | 25.000  | 25.000  | 25.000  | 25.000  |
| 2018 | 27.400  | 22.625  | 22.625  | 22.625  | 22.625  |
| 2019 | 23.900  | 19.600  | 19.600  | 19.600  | 19.600  |
| 2020 | 23.000  | 19.100  | 19.100  | 19.100  | 19.100  |
| 2021 | 21.600  | 18.300  | 17.800  | 17.900  | 17.900  |
| 2022 | 18.200  | 16.100  | 15.500  | 15.700  | 15.600  |

|      | A       | D       | F       | G       | J       |
| 2002 | 100.120 | 100.120 | 100.120 | 100.120 | 100.120 |
| 2003 | 120.120 | 120.120 | 120.120 | 120.120 | 120.120 |
| 2004 | 106.120 | 106.120 | 106.120 | 106.120 | 106.120 |
| 2005 | 85.120  | 85.120  | 85.120  | 85.120  | 85.120  |
| 2006 | 75.120  | 75.120  | 75.120  | 75.120  | 75.120  |
| 2007 | 70.120  | 70.120  | 70.120  | 70.120  | 70.120  |
| 2008 | 55.120  | 55.120  | 55.120  | 55.120  | 55.120  |
| 2009 | 70.120  | 70.120  | 70.120  | 70.120  | 70.120  |
| 2010 | 45.120  | 40.120  | 40.120  | 40.120  | 40.120  |
| 2011 | 43.000  | 37.000  | 37.000  | 37.000  | 37.000  |
| 2012 | 40.000  | 32.000  | 32.000  | 32.000  | 32.000  |
| 2013 | 31.000  | 31.000  | 31.000  | 31.000  | 31.000  |
| 2014 | 28.400  | 28.400  | 28.400  | 28.400  | 28.400  |
| 2015 | 34.000  | 27.000  | 27.000  | 27.000  | 27.000  |
| 2016 | 30.000  | 24.000  | 24.000  | 24.000  | 24.000  |
| 2017 | 27.000  | 20.000  | 20.000  | 20.000  | 20.000  |
| 2018 | 24.000  | 20.000  | 20.000  | 20.000  | 20.000  |
| 2019 | 21.000  | 16.500  | 16.500  | 16.500  | 16.500  |
| 2020 | 19.200  | 14.700  | 14.700  | 14.700  | 14.700  |
| 2021 | 18.600  | 14.500  | 14.100  | 14.100  | 14.100  |
| 2022 | 16.900  | 13.300  | 12.800  | 13.000  | 12.800  |

## Sammlermünzen
Zur Auflagenhöhe der übrigen deutschen Euromünzen (Goldmünzen, Silbermünzen und andere Sammlermünzen) gibt es das Stichwort Gedenkmünzen der Bundesrepublik Deutschland.